# Hesperolinon californicum
Hesperolinon californicum là một loài thực vật có hoa trong họ Linaceae. Loài này được (Benth.) Small mô tả khoa học đầu tiên năm 1907.